# تاکه‌ناکا شیگه‌کاتا
تاکه‌ناکا شیگه‌کاتا، تانگو نو کامی (به ژاپنی: 竹中重固 Takenaka Shigekata); ۱ ژانویهٔ ۱۸۲۸ – ۱ ژانویهٔ ۱۸۹۱) سامورایی اهل ژاپن بود.